# كينتا فوكوموري
كينتا فوكوموري (باليابانية: 福森 健太) (4 يوليو 1994 في طوكيو في اليابان – )؛ هو لاعب كرة قدم ياباني سابق كان يلعب كمدافع.

## وصلات خارجية
- كينتا فوكوموري على موقع رابطة كرة القدم اليابانية للمحترفين (اليابانية)
- كينتا فوكوموري على موقع قاعدة بيانات كرة القدم.إي يو (الإنجليزية)
- كينتا فوكوموري على موقع Soccerway.com (الإنجليزية)
- كينتا فوكوموري على موقع عالم كرة القدم.نت (الإنجليزية)